# Septimans
Septimans són els xiïtes que reconeixen una sèrie de set imams en comptes de dotze (duodecimans).
Alternativament se'ls anomena Sabiyya.